# Критишин
Критишин (біл. Крытышын) — агромістечко в Білорусі, в Іванівському районі Берестейської області. Орган місцевого самоврядування — Рудська сільська рада.

## Географія
Розташоване за 10 км на південь від залізничної станції Янів-Поліський.

## Історія
У 1939 році в Критишині виявлений давній меч. У 1942—1943 роках в селі відбулися зіткнення між радянськими партизанами та німцями. 1950 року в Критишині відбувався бій відділу українських повстанців проти спецзагону КДБ. У 1953 році радянська влада репресувала за зв'язки з українським підпіллям багатьох мешканців села.

## Населення
За переписом населення Білорусі 2009 року чисельність населення села становило 519 осіб.

## Особистості

### Народилися
- Володимир Леонюк, український краєзнавець, громадський діяч, автор публікацій про Берестейщину.